# Kapela Presvetog Trojstva u Brinju
Kapela Presvetog Trojstva spomenik je kulture nulte kategorije u Brinju. Jedini je sačuvani dio nekadašnjeg frankapanskog grada Sokolca.

## Povijest
Jedinstveni je spomenik kulture na hrvatskim prostorima. Izgrađena je kada i cijeli grad Sokolac na samom početku 15. stoljeća.
Knezovi Krčki, kasnije prozvani Frankapani, Nikola IV. i supruga Dorja Gorjanski odlučili su sagraditi novi burg, grad i dvorsku kapelu.

## Opis
Kapela je uska i visoka građevina na čak tri etaže. U donjem dijelu nalazi se kripta, ujedno predstavlja i postament kapele. Nad kriptom je kapela, s visinom od čak osam metara, u emporij kapele su gospoda ulazila s galerije u unutrašnjosti grada iz prostora u kojem su živjeli (danas ne postoji).
Najviša etaža imala je obrambenu namjenu, sublimirajući u sebi obje funkcije, obrambenu i religijsku, što je bio nimalo rijedak slučaj u mnogim gradovima srednjovjekovlja.
Glavni arhitektonski element su gotička rebra, koja su bila ugrađena u kripti, svim dijelovima kapele, uključujući i emporij.